# Ценівка (річка)
Цинява (пол. Ceniawka) — гірський потік в Україні, у Рожнятівському районі Івано-Франківської області у Галичині. Лівий доплив Дуби, (басейн Дністра).

## Опис
Довжина річки приблизно 6,25 км, найкоротша відстань між витоком і гирлом — 5,15  км, коефіцієнт звивистості потоку — 1,21 . Формується безіменними струмками. Потік тече у гірському масиві Ґорґани.

## Розташування
Бере початок на північно-східних схилах гори Онежевата (706,6 м). Тече переважно на північний схід через Князівське і у селі Цинява впадає у річку Дуба, праву притоку Чечви.